# Население Гомельской области
Население Гомельской области (бел. Насельніцтва Гомельскай вобласці) на 1 января 2019 года составляет, по предварительным данным, 1 409 890 человек (в том числе в Гомеле — 536 938 человек). По численности населения Гомельская область занимает второе место среди всех областей, уступая Минской области (1426,5 тыс.) и Минску (1982,4 тыс.). Плотность населения — 35 человек на 1 км² (средняя плотность населения в Республике Беларусь — 46 человек на 1 км²). На 1 января 2018 года городское население составляло 77,3%. Численность населения области достигла пика в 1985 году, после чего начала уменьшаться (как по причине естественных демографических процессов, так и вследствие массового оттока населения с территорий, заражённых после аварии на Чернобыльской АЭС). В области расположено несколько крупных городов: Гомель — второй по численности населения город в Республике Беларусь, Мозырь — 12-й, Жлобин, Светлогорск и Речица занимают места с 18-го по 20-е.
Численность населения — 1 327 973 человек (на 1 января 2025 года). 

## Динамика
Численность населения Гомельской области в современных границах, тыс. человек
| год       | 1939   | 1950   | 1955   | 1960   | 1965   | 1970    | 1975    | 1980    | 1985    | 1990    |
| --------- | ------ | ------ | ------ | ------ | ------ | ------- | ------- | ------- | ------- | ------- |
| население | 1528,6 | 1239,6 | 1284,6 | 1375,6 | 1455,2 | 1531    | 1563,6  | 1605,1  | 1670,1  | 1663,2  |
| год       | 1995   | 1996   | 1997   | 1998   | 1999   | 2000    | 2001    | 2002    | 2003    | 2004    |
| население | 1571,6 | 1566,3 | 1559,5 | 1552,2 | 1545,1 | 1538,8  | 1532,2  | 1523,1  | 1509,7  | 1496,8  |
| год       | 2005   | 2006   | 2007   | 2008   | 2009   | 2010    | 2011    | 2012    | 2013    | 2014    |
| население | 1484,2 | 1471   | 1459,2 | 1449,5 | 1443,2 | 1439,2  | 1435    | 1429,7  | 1427,7  | 1425,6  |
| год       | 2015   | 2016   | 2017   | 2018   | 2019   | 2020    | 2021    | 2022    | 2023    | 2024    |
| население | 1424   | 1422,9 | 1420,7 | 1415,7 | 1409,9 | 1 389,0 | 1 375,2 | 1 357,8 | 1 347,4 | 1 338,6 |
| год       | 2025   |        |        |        |        |         |         |         |         |         |
| население | 1327,9 |        |        |        |        |         |         |         |         |         |

В наибольшей степени численность населения уменьшилась в районах, пострадавших от аварии на Чернобыльской АЭС. Так, с 1979 по 2018 год численность населения Брагинского района сократилась почти вчетверо, с 44 792 до 11 887 человек (-73,46%), Наровлянского — почти втрое, с 28 968 до 10 427 человек (-64,01%), ещё пяти районов (Хойникского, Ветковского, Чечерского, Кормянского, Петриковского) — более чем наполовину. В целом по Гомельской области численность населения за этот период уменьшилась на 11,46%.

## Городское и сельское население
Доля городского населения в Гомельской области на 1 января 2018 года — 77,3%, сельского — 22,7%. Доля городского населения в области немного выше, чем в среднем по Республике Беларусь (78,1%). По доле городского населения область занимает 3-е место в стране (не считая Минск), уступая Могилёвской (80,4%) и Витебской областям (77,4%).
| год                    | 1939  | 1950  | 1955  | 1960  | 1965  | 1970  | 1975  | 1980  | 1985  | 1990  |
| ---------------------- | ----- | ----- | ----- | ----- | ----- | ----- | ----- | ----- | ----- | ----- |
| городское население, % | 21,2% | 21,4% | 25,8% | 29,8% | 34,6% | 40,1% | 47,3% | 53,2% | 58,9% | 64,6% |
| год                    | 1995  | 1996  | 1997  | 1998  | 1999  | 2000  | 2001  | 2002  | 2003  | 2004  |
| городское население, % | 66,9% | 67,2% | 67,5% | 67,8% | 68,2% | 68,6% | 69%   | 69,5% | 69,8% | 70,2% |
| год                    | 2005  | 2006  | 2007  | 2008  | 2009  | 2010  | 2011  | 2012  | 2013  | 2014  |
| городское население, % | 70,5% | 70,9% | 71,3% | 71,9% | 72,4% | 73,1% | 73,8% | 74,6% | 75,2% | 75,9% |
| год                    | 2015  | 2016  | 2017  | 2018  |       |       |       |       |       |       |
| городское население, % | 76,3% | 76,8% | 77,1% | 77,3% |       |       |       |       |       |       |

Крупнейшие города области на 1 января 2018 года — Гомель (535 693), Мозырь (111 733), Жлобин (76 220), Светлогорск (67 453), Речица (65 940), Калинковичи (40 282), Рогачёв (34 809), Добруш (18 388), Житковичи (16 002). Самые маленькие городские посёлки в области — Озаричи (1103), Стрешин (1205), Комарин (1804), Паричи (1805), самый маленький город — Туров (2765).

## Рождаемость, смертность, естественная убыль населения
В 2017 году коэффициент рождаемости в Гомельской области составил 11,3 на 1000 человек (11 среди городского населения, 12,2 — среди сельского). Смертность населения составила 13 на 1000 человек (10,5 среди городского населения, 21,4 — среди сельского).
Уровень рождаемости в области выше, чем в среднем по Республике Беларусь (10,8 на 1000 человек: 10,6 среди городского населения, 11,3 — среди сельского), уровень смертности тоже выше среднего по стране (12,6 на 1000 человек: 10 среди городского населения, 21,7 — среди сельского). По уровню рождаемости область находится на третьем месте в республике, уступая Брестской области (11,8) и Минской областям (11,5) и опережая остальные области и город Минск. Уровень смертности в области ниже, чем в Витебской (14,4), Минской (14), Гродненской (13,9) и Могилёвской областях (13,6), но выше, чем в Брестской области (12,8) и Минске (8,7).
Всего в 2016 году в Гомельской области родилось 18 386 и умерло 18 609 человек. В 2017 году в области родилось 15 991 и умерло 18 407 человек.
В результате превышения смертности над рождаемостью область с начала 1990-х годов испытывает естественную убыль населения, а естественная убыль сельского населения (без учёта миграций в города) была отмечена уже в 1985 году. В 2017 году естественная убыль населения составила -1,7 на 1000 человек, причём в городах наблюдался незначительный прирост населения (0,5 на 1000 человек), а в сельской местности — быстрая депопуляция (-9,2 на 1000 человек). Темп естественной убыли населения в Гомельской области незначительно меньший, чем в среднем по Республике Беларусь (-1,8). Уровень депопуляции в области более высокий, чем в Брестской области (-1) и в Минске (естественный прирост 1,2 на 1000 человек), но существенно более низкий, чем в Витебской (-4,8), Могилёвской (-3,1), Гродненской (-2,8) и Минской (-2,5) областях.
| год         | 1950 | 1955 | 1960 | 1965 | 1970 | 1975 | 1980 | 1985 | 1990 | 1995 |
| ----------- | ---- | ---- | ---- | ---- | ---- | ---- | ---- | ---- | ---- | ---- |
| рождаемость | 27,3 | 27,5 | 26   | 18,7 | 16,4 | 16   | 16,6 | 17,2 | 13,6 | 10,3 |
| смертность  | 6,7  | 6,8  | 6,3  | 6,3  | 7,4  | 8,2  | 9,7  | 10,2 | 10,9 | 13,6 |
| Δ           | 20,6 | 20,7 | 19,7 | 12,4 | 9    | 7,8  | 6,9  | 7    | 2,7  | -3,3 |
| год         | 2000 | 2005 | 2010 | 2011 | 2012 | 2013 | 2014 | 2015 | 2016 | 2017 |
| рождаемость | 9,6  | 9,6  | 11,6 | 11,6 | 12,5 | 12,8 | 12,8 | 13   | 12,9 | 11,3 |
| смертность  | 14   | 15,1 | 15,1 | 15   | 14,1 | 13,8 | 13,6 | 13,2 | 13,1 | 13   |
| Δ           | -4,4 | -5,5 | -3,5 | -3,4 | -1,6 | -1   | -0,8 | -0,2 | -0,2 | -1,7 |

| Коэффициенты рождаемости по Гомельской области и БССР/Республике Беларусь:                      |
| Графики недоступны из-за технических проблем. См. информацию на Фабрикаторе и на mediawiki.org. |

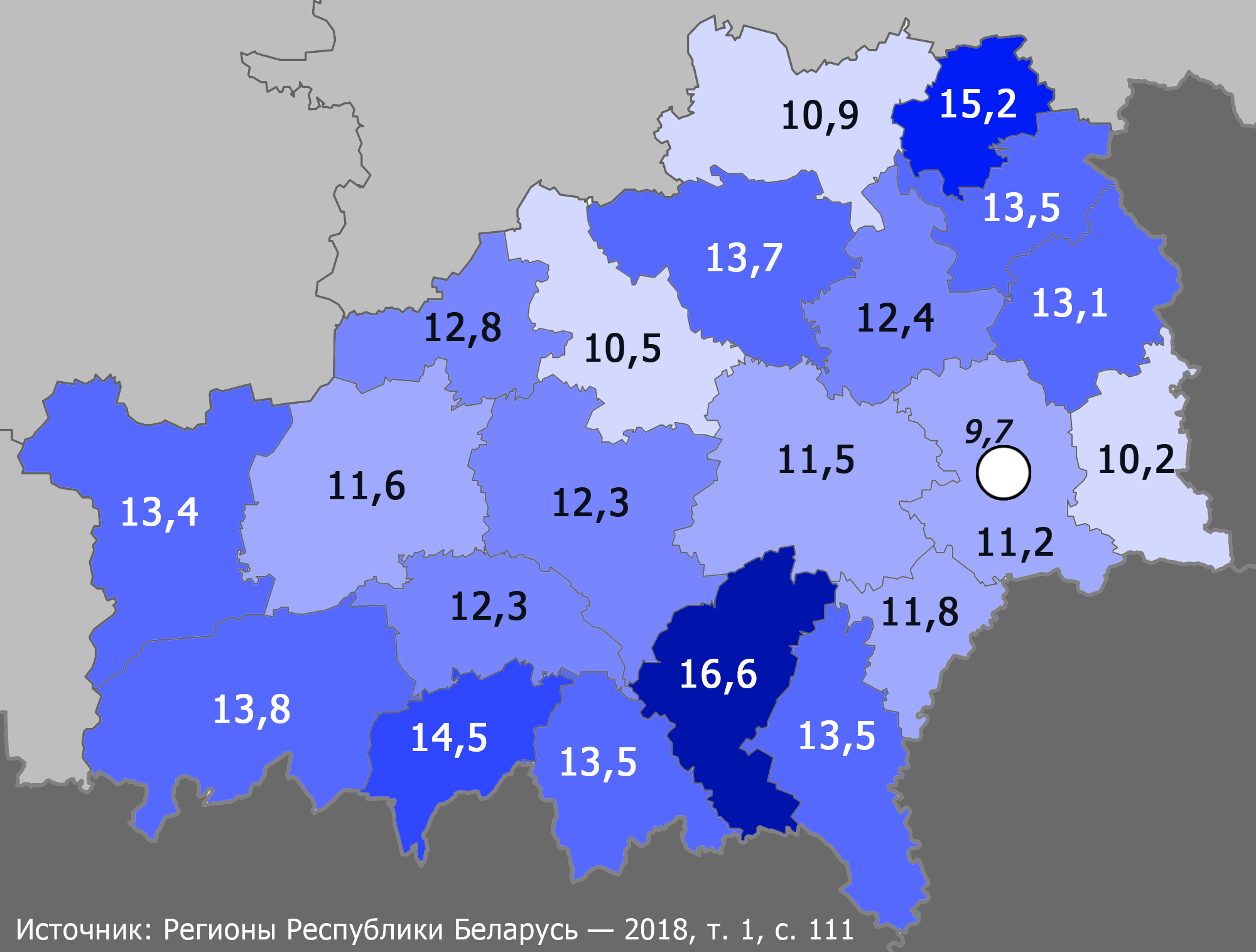
Рождаемость по районам (2017 год)
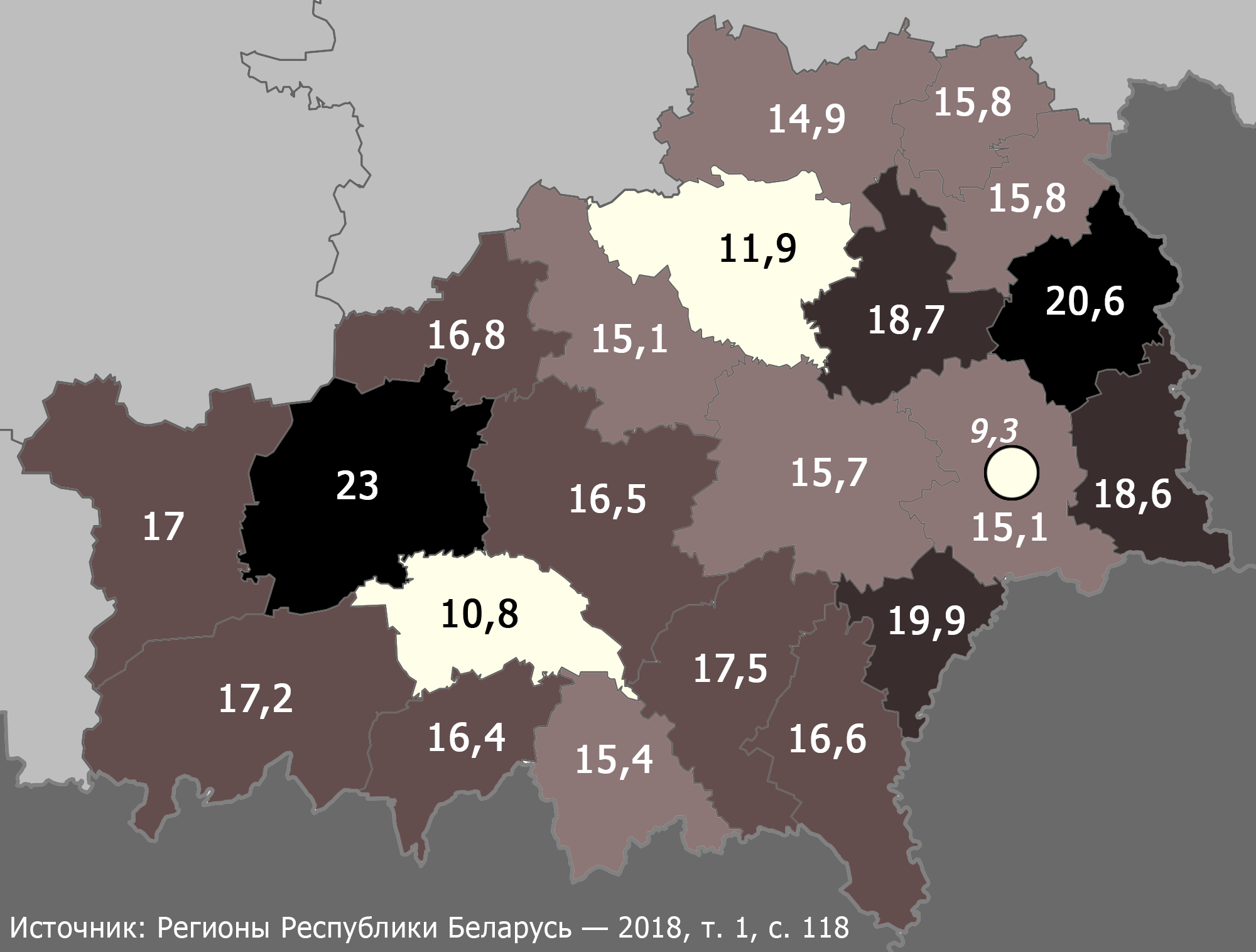
Смертность по районам (2017 год)

В 2017 году самая высокая рождаемость была отмечена в Хойникском (16,6), Кормянском (15,2) и Ельском (14,5) районах, самая низкая — в Гомеле (9,7), Добрушском (10,2) и Светлогорском (10,5) районах. Самая высокая смертность в 2017 году была зафиксирована в Петриковском (23), Ветковском (20,6) и Лоевском (19,9) районах, самая низкая — в Гомеле (9,3), Мозырском (10,8) и Жлобинском (11,9) районах.
Среди городов и городских посёлков самый высокий уровень рождаемости в 2017 году наблюдался в следующих населённых пунктах:
- Хойники (17,6);
- Брагин (16,9);
- Комарин (16,8);
- Корма (15,4);
- Житковичи (14,9).

Самый низкий уровень рождаемости наблюдался в следующих городах и городских посёлках:
- Озаричи (7,1);
- Заречье (7,6);
- Паричи (7,7);
- Уваровичи (8,7);
- Копаткевичи (9,4);
- Гомель (9,7);
- Лоев (9,7);
- Добруш (9,9).

Самая высокая смертность была отмечена в следующих городах и городских посёлках:
- Уваровичи (28,7)
- Копаткевичи (26,8);
- Озаричи (23,2);
- Стрешин (21,5)
- Паричи (20,4).

Самая низкая смертность была отмечена в следующих городах и городских посёлках:
- Заречье (5,8);
- Брагин (8,7);
- Жлобин (8,8);
- Гомель (9,3);
- Комарин (9,5).

### ВИЧ-инфекция в Гомельской области
Гомельская область является наиболее поражённым ВИЧ-инфекцией регионом. По данным за 2020 год, за всё время на территории региона было выявлено 12 286 случаев ВИЧ-инфекции. Всего зарегистрировано 8 411 людей, живущих с ВИЧ.
За весь период наблюдения от ВИЧ-положительных женщин родилось 1927 детей. На 2020 год ВИЧ выявлен у 156 детей. СПИД выявлен у 1986 пациентов. В 2020 году этот диагноз был поставлен 89 жителям региона, а 135 человек умерли от СПИДа.

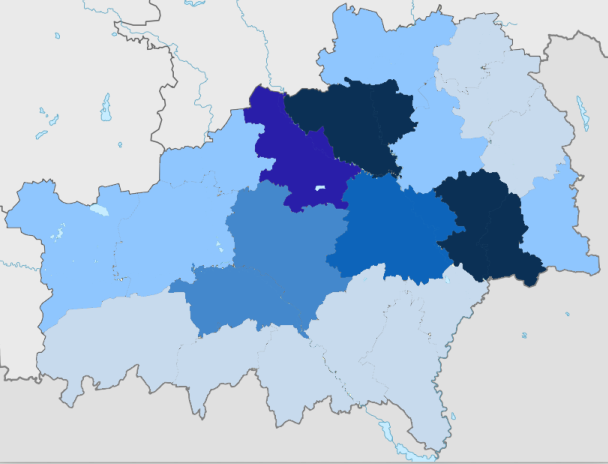
Количество случаев ВИЧ-инфекции в Гомельской области, 2020 год

| более 4000 1500-3999 800-1499 400-799 100-399 менее 100 |

| Районы                                   | Количество инфицированных |
| ---------------------------------------- | ------------------------- |
| Гомель                                   | 1893                      |
| Брагинский район                         | 39                        |
| Буда-Кошелёвский район                   | 154                       |
| Ветковский район                         | 95                        |
| Гомельский район                         | 287                       |
| Добрушский район                         | 108                       |
| Ельский район                            | 65                        |
| Житковичский район                       | 232                       |
| Жлобинский район                         | 1851                      |
| Калинковичский район                     | 614                       |
| Кормянский район                         | 32                        |
| Лельчицкий район                         | 39                        |
| Лоевский район                           | 33                        |
| Мозырский район                          | 722                       |
| Наровлянский район                       | 81                        |
| Октябрьский район (Гомельская область)   | 359                       |
| Петриковский район (Гомельская область)  | 118                       |
| Речицкий район                           | 862                       |
| Рогачёвский район                        | 201                       |
| Светлогорский район (Гомельская область) | 4423                      |
| Хойникский район                         | 32                        |
| Чечерский район                          | 28                        |
| Итого по Гомельской области              | 12268                     |

## Национальный состав
| Национальный состав населения Гомельской области по данным переписей | Национальный состав населения Гомельской области по данным переписей | Национальный состав населения Гомельской области по данным переписей | Национальный состав населения Гомельской области по данным переписей | Национальный состав населения Гомельской области по данным переписей | Национальный состав населения Гомельской области по данным переписей | Национальный состав населения Гомельской области по данным переписей | Национальный состав населения Гомельской области по данным переписей | Национальный состав населения Гомельской области по данным переписей | Национальный состав населения Гомельской области по данным переписей |
| Национальность                                                       | 1939                                                                 | 1959                                                                 | 1970                                                                 | 1979                                                                 | 1989                                                                 | 1999                                                                 | 2009                                                                 | 2019                                                                 |                                                                      |
| -------------------------------------------------------------------- | -------------------------------------------------------------------- | -------------------------------------------------------------------- | -------------------------------------------------------------------- | -------------------------------------------------------------------- | -------------------------------------------------------------------- | -------------------------------------------------------------------- | -------------------------------------------------------------------- | -------------------------------------------------------------------- | -------------------------------------------------------------------- |
| Белорусы                                                             | 734 556                                                              | 1 176 774                                                            | 1 294 046                                                            | 1 318 546                                                            | 1 338 097                                                            | 1 301 346                                                            | 1 271 019                                                            | 1 211 234                                                            |                                                                      |
| Русские                                                              | 71 273                                                               | 89 664                                                               | 137 410                                                              | 169 288                                                              | 210 419                                                              | 169 263                                                              | 111 085                                                              | 108 712                                                              |                                                                      |
| Украинцы                                                             | 24 539                                                               | 33 289                                                               | 46 483                                                               | 53 851                                                               | 68 600                                                               | 50 587                                                               | 30 920                                                               | 25 085                                                               |                                                                      |
| Поляки                                                               | 4 369                                                                | 7 119                                                                | 4 841                                                                | 4 731                                                                | 4 556                                                                | 3 572                                                                | 1 958                                                                | 2 572                                                                |                                                                      |
| Евреи                                                                | 67 578                                                               | 45 004                                                               | 42 312                                                               | 38 433                                                               | 31 770                                                               | 5 896                                                                | 2 341                                                                | 1 962                                                                |                                                                      |
| Цыгане                                                               | 979                                                                  | 1 671                                                                | 2 199                                                                | 2 676                                                                | 3 602                                                                | 3 258                                                                | 2 501                                                                | 1 748                                                                |                                                                      |
| Туркмены                                                             | 39                                                                   |                                                                      | 27                                                                   | 31                                                                   | 110                                                                  | 297                                                                  | 395                                                                  | 1 253                                                                |                                                                      |
| Татары                                                               | 866                                                                  | 379                                                                  | 924                                                                  | 918                                                                  | 1 355                                                                | 1 136                                                                | 776                                                                  | 1 030                                                                |                                                                      |
| Армяне                                                               | 286                                                                  | 124                                                                  | 316                                                                  | 317                                                                  | 658                                                                  | 1 625                                                                | 915                                                                  | 966                                                                  |                                                                      |
| Азербайджанцы                                                        | 98                                                                   | 83                                                                   | 314                                                                  | 709                                                                  | 715                                                                  | 960                                                                  | 653                                                                  | 671                                                                  |                                                                      |
| Молдаване                                                            | 96                                                                   | 101                                                                  | 266                                                                  | 381                                                                  | 801                                                                  | 990                                                                  | 798                                                                  | 574                                                                  |                                                                      |
| Немцы                                                                | 411                                                                  | 567                                                                  | 577                                                                  | 629                                                                  | 754                                                                  | 887                                                                  | 442                                                                  | 450                                                                  |                                                                      |
| Литовцы                                                              | 356                                                                  | 307                                                                  | 427                                                                  | 402                                                                  | 707                                                                  | 411                                                                  | 271                                                                  | 388                                                                  |                                                                      |
| Грузины                                                              | 258                                                                  | 179                                                                  | 140                                                                  | 204                                                                  | 452                                                                  | 417                                                                  | 295                                                                  | 307                                                                  |                                                                      |
| Узбеки                                                               | 129                                                                  | 125                                                                  | 268                                                                  | 470                                                                  | 459                                                                  | 273                                                                  | 273                                                                  | 224                                                                  |                                                                      |
| Казахи                                                               | 240                                                                  | 98                                                                   | 168                                                                  | 197                                                                  | 434                                                                  | 223                                                                  | 196                                                                  | 181                                                                  |                                                                      |
| Таджики                                                              |                                                                      |                                                                      |                                                                      |                                                                      |                                                                      |                                                                      | 127                                                                  | 154                                                                  |                                                                      |
| Арабы                                                                | …                                                                    |                                                                      |                                                                      | 3                                                                    | 4                                                                    | 21                                                                   | 138                                                                  | 133                                                                  |                                                                      |
| Латыши                                                               |                                                                      |                                                                      |                                                                      |                                                                      |                                                                      |                                                                      | 136                                                                  | 100                                                                  |                                                                      |
| Чуваши                                                               | 243                                                                  | 152                                                                  | 301                                                                  | 377                                                                  | 547                                                                  | 323                                                                  | 167                                                                  | 81                                                                   |                                                                      |
| Всего:                                                               | 908 449                                                              | 1 357 371                                                            | 1 533 304                                                            | 1 594 773                                                            | 1 667 795                                                            | 1 545 083                                                            | 1 440 718                                                            | 1 388 512                                                            |                                                                      |

Расселение этнических групп в Гомельской области по переписи 2009 года:

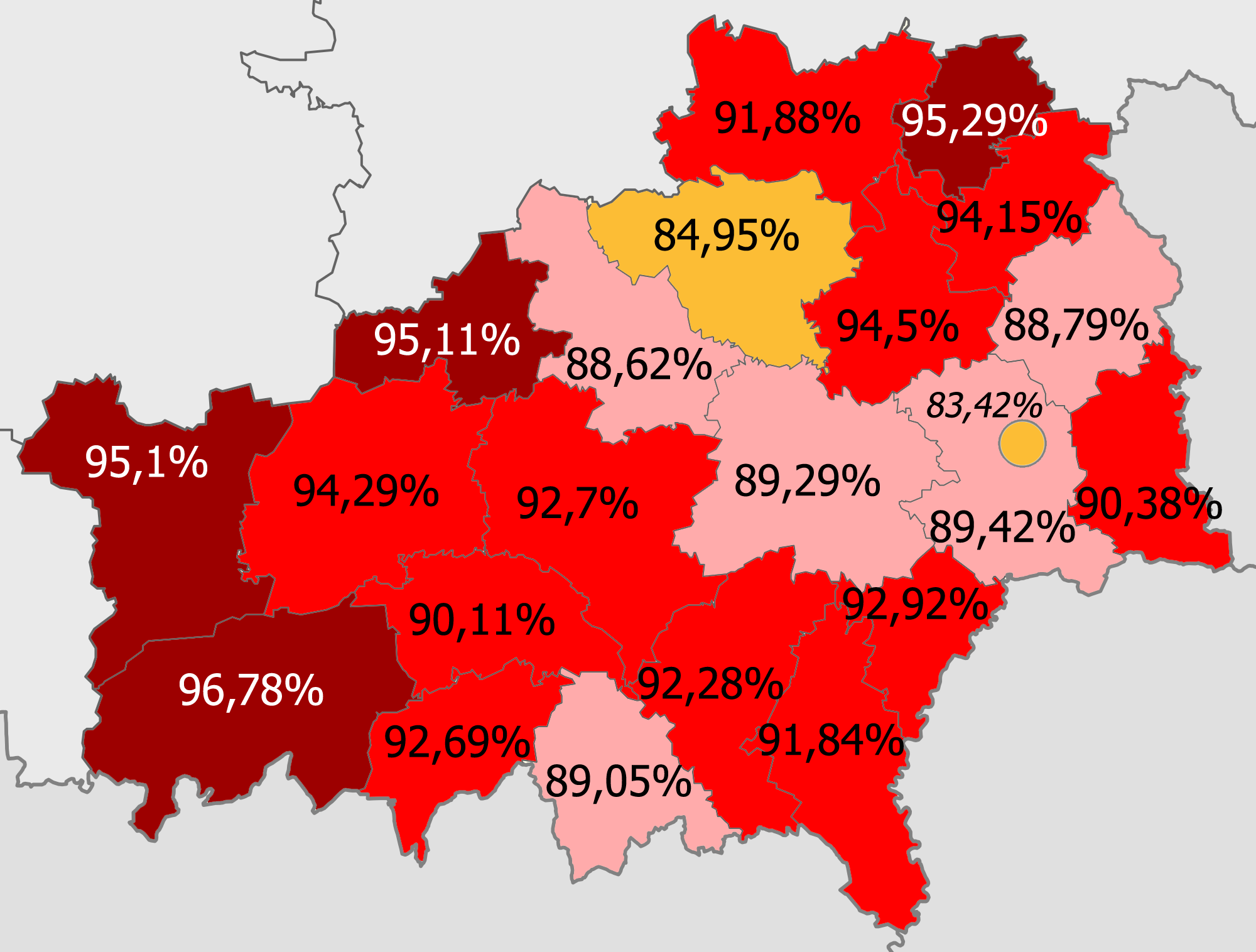
Доля белорусов по районам >95% 90–95% 85—90% <85%
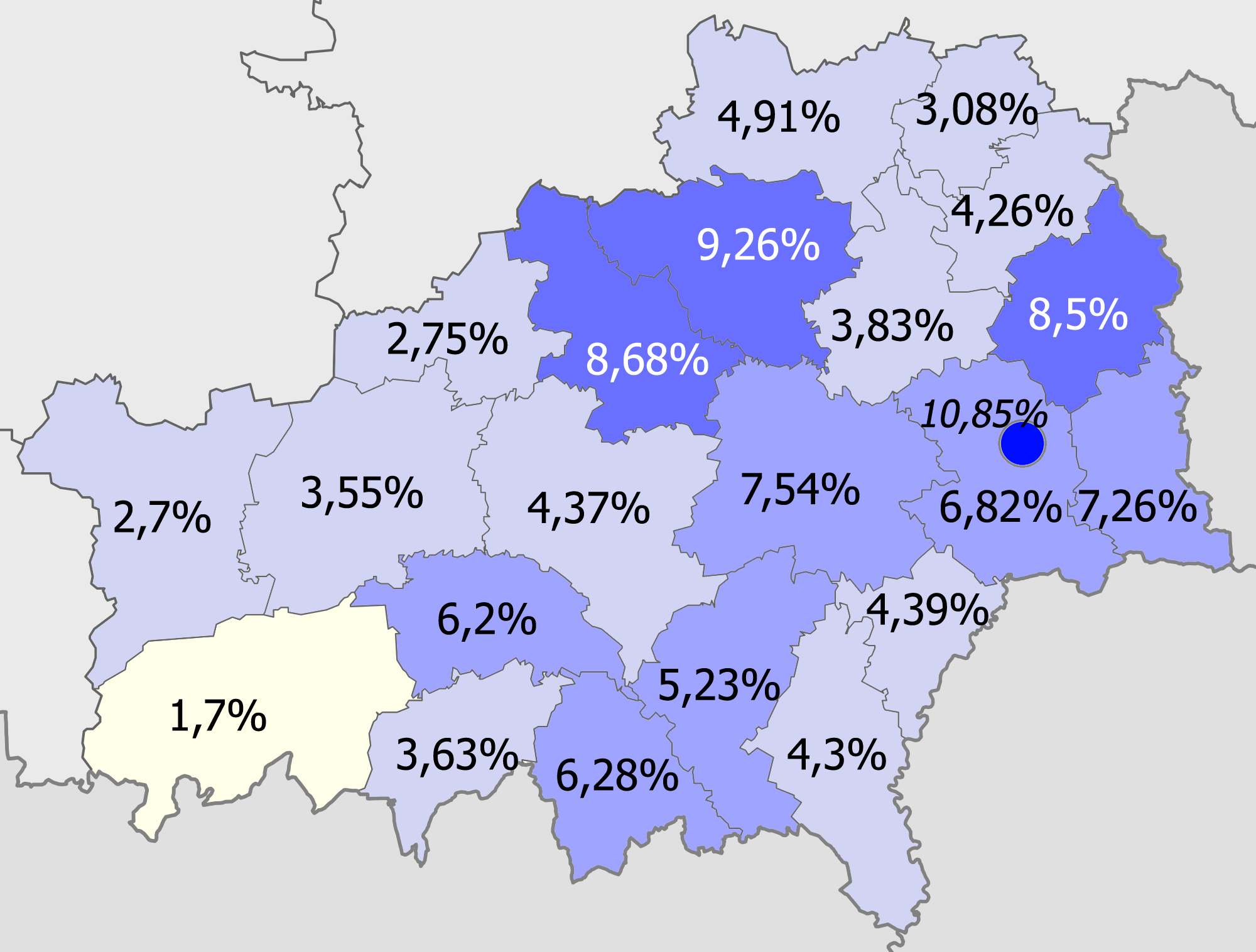
Доля русских по районам >10% 8–10% 5–8% 2–5% <2%
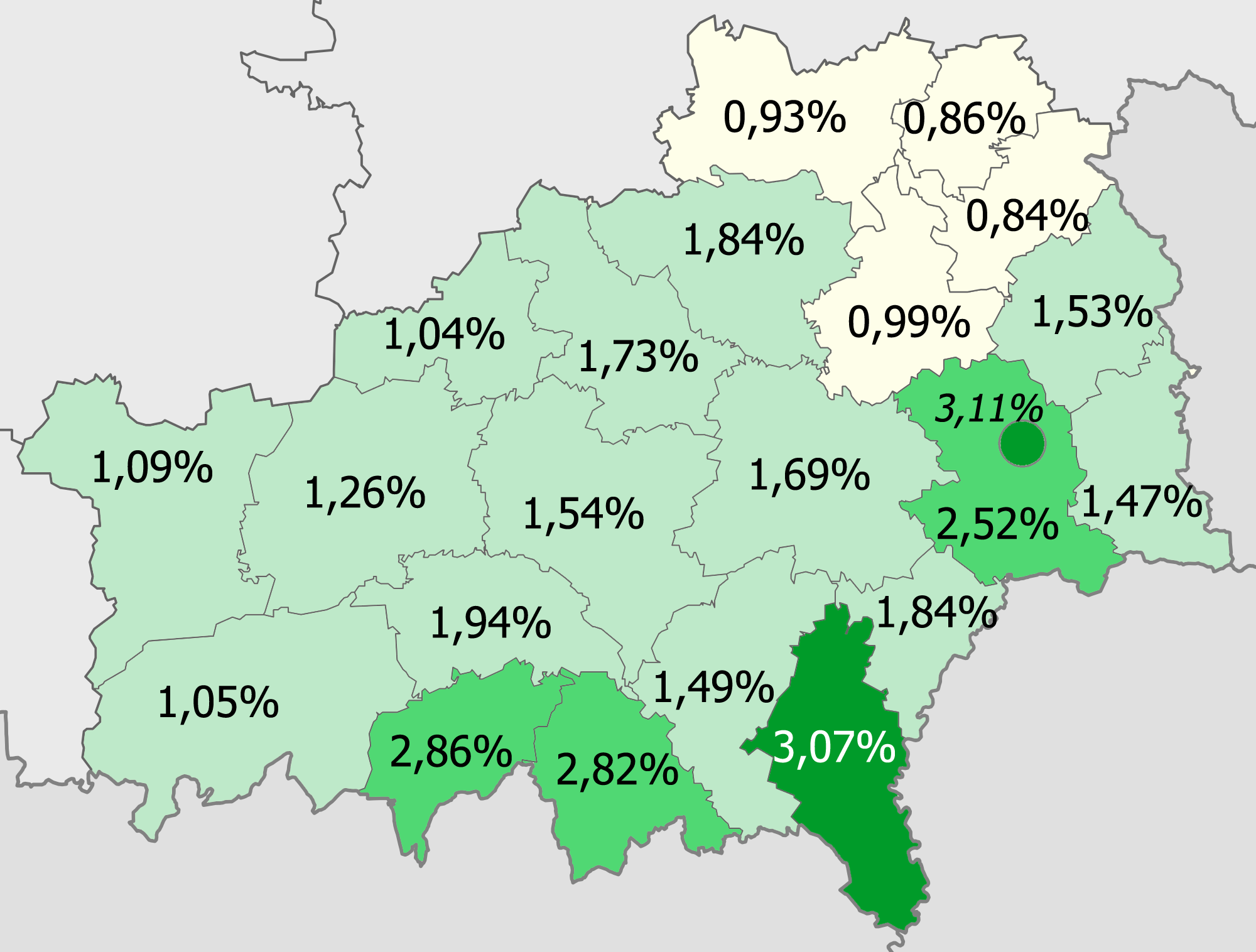
Доля украинцев по районам >3% 2–3% 1–2% <1%

## Языковой состав

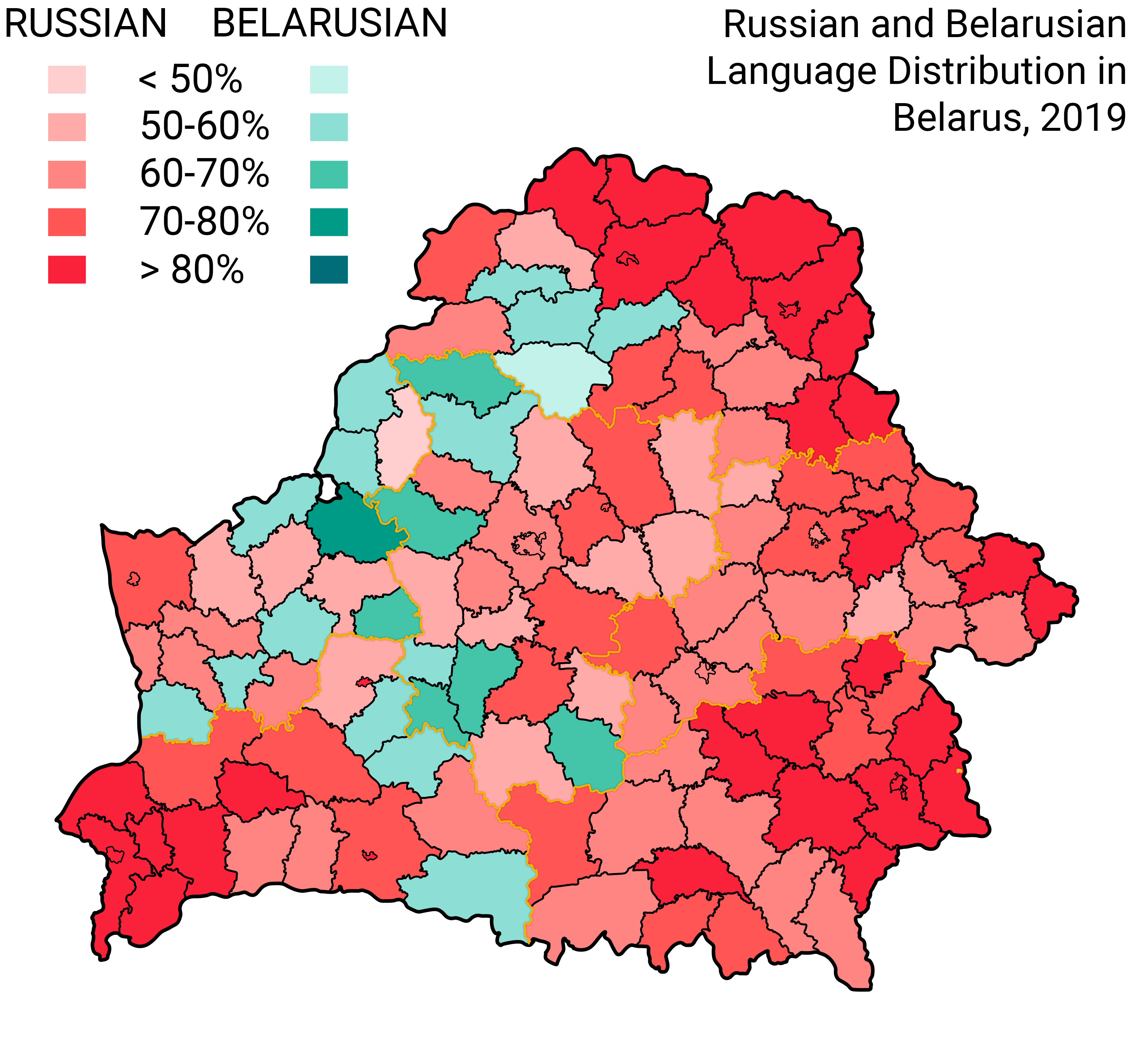
Языки домашнего общения в Беларуси по данным переписи 2019 года. Все районы Гомельской области и город Гомель являлись преимущественно русскоязычными.

Родной язык населения Гомельской области по данным переписей населения:
| Родной язык | 1999      | 1999    | 2009     | 2009     | 2019     | 2019     |
| Родной язык | человек   | доля    | человек  | доля     | человек  | доля     |
| ----------- | --------- | ------- | -------- | -------- | -------- | -------- |
| Белорусский | 1 162 518 | 75,24 % | 786 405▼ | 54,58 %▼ | 652 694▼ | 47,01 %▼ |
| Русский     | 350 476   | 22,68 % | 602 823▲ | 41,84 %▲ | 693 744▲ | 49,96 %▲ |

Украинский язык является третьим по распространённости родным языком в регионе: по данным переписи 2009 года его таковым назвали 9 275 человек или 0,64 % населения Гомельской области, по данным переписи 2019 года — 8 206 человек или 0,59 % населения Гомельской области.
Между переписями 2009 и 2019 года доля сельского населения Гомельской области, считающего белорусский язык родным, сократилась на 18,1 % (с 78,5 % до 60,4 %), считающих таковым русский — возросла на 17,4 % (с 19,2 % до 36,6 %). Доля городского населения Гомельской области, считающего белорусский язык родным, сократилась на 2,8 % (с 45,7 % до 42,9 %), считающих таковым русский — возросла на 3,8 % (с 50,2 % до 54,0 %).
Язык домашнего общения населения Гомельской области по данным переписей населения:
| Язык домашнего общения | 1999      | 1999    | 2009       | 2009     | 2019       | 2019     |
| Язык домашнего общения | человек   | доля    | человек    | доля     | человек    | доля     |
| ---------------------- | --------- | ------- | ---------- | -------- | ---------- | -------- |
| Белорусский            | 533 750   | 34,55 % | 326 354▼   | 22,65 %▼ | 201 154▼   | 14,49 %▼ |
| Русский                | 1 004 779 | 65,03 % | 1 037 577▲ | 72,02 %▲ | 1 156 257▲ | 83,27 %▲ |

Между переписями 2009 и 2019 года доля сельского населения Гомельской области, указавшего белорусский языком домашнего общения, сократилась на 25,2 % (с 55,7 % до 30,5 %), указавших таковым русский — возросла на 28,7 % (с 38,8 % до 67,5 %). Доля городского населения Гомельской области, указавшего белорусский языком домашнего общения, сократилась на 0,8 % (с 10,4 % до 9,6 %), указавших таковым русский — возросла на 3,7 % (с 84,4 % до 88,1 %).
Родной язык населения административно-территориальных единиц Гомельской области по данным переписей 2009 и 2019 годов:
| Административная единица | Перепись    | Перепись    | Перепись | Перепись | Перепись    | Перепись    | Перепись | Перепись | Изменение доли населения, считающего белорусский язык родным |
| Административная единица | 2009        | 2009        | 2009     | 2009     | 2019        | 2019        | 2019     | 2019     | Изменение доли населения, считающего белорусский язык родным |
| Административная единица | Белорусский | Белорусский | Русский  | Русский  | Белорусский | Белорусский | Русский  | Русский  | Изменение доли населения, считающего белорусский язык родным |
| Административная единица | человек     | доля        | человек  | доля     | человек     | доля        | человек  | доля     | Изменение доли населения, считающего белорусский язык родным |
| ------------------------ | ----------- | ----------- | -------- | -------- | ----------- | ----------- | -------- | -------- | ------------------------------------------------------------ |
| Гомельская область       | 786 405▼    | 54,58 %▼    | 602 823▲ | 41,84 %▲ | 652 694▼    | 47,01 %▼    | 693 744▲ | 49,96 %▲ | - 7,57 %                                                     |
| г. Гомель                | 162 871     | 33,75 %     | 296 569  | 61,45 %  | 209 947▲    | 41,13 %▲    | 283 521▼ | 55,54 %▼ | + 7,38 %                                                     |
| Брагинский район         | 12 171      | 85,64 %     | 1738     | 12,23 %  | 9387▼       | 75,11 %▼    | 2905▲    | 23,25 %▲ | - 10,53 %                                                    |
| Буда-Кошелёвский район   | 28 699      | 80,30 %     | 5821     | 16,29 %  | 18 156▼     | 57,91 %▼    | 12 286▲  | 39,19 %▲ | - 22,39 %                                                    |
| Ветковский район         | 11 318      | 60,31 %     | 7225     | 38,50 %  | 8947▼       | 50,77 %▼    | 8355▲    | 47,41 %▲ | - 9,54 %                                                     |
| Гомельский район         | 39 565      | 56,58 %     | 27 401   | 39,18 %  | 29 587▼     | 41,93 %▼    | 37 434▲  | 53,05 %▲ | - 14,65 %                                                    |
| Добрушский район         | 17 022      | 41,89 %     | 22 676   | 55,81 %  | 8577▼       | 23,37 %▼    | 27 615▲  | 75,25 %▲ | - 18,52 %                                                    |
| Ельский район            | 14 643      | 82,08 %     | 2881     | 16,15 %  | 7837▼       | 51,09 %▼    | 7047▲    | 45,94 %▲ | - 30,99 %                                                    |
| Житковичский район       | 33 873      | 82,94 %     | 6175     | 15,12 %  | 19 565▼     | 55,97 %▼    | 14 848▲  | 42,48 %▲ | - 26,97 %                                                    |
| Жлобинский район         | 57 248      | 54,59 %     | 42 572   | 40,59 %  | 39 895▼     | 39,44 %▼    | 59 384▲  | 58,70 %▲ | - 15,15 %                                                    |
| Калинковичский район     | 45 411      | 70,89 %     | 16 716   | 26,10 %  | 35 949▼     | 62,12 %▼    | 20 151▲  | 34,82 %▲ | - 8,77 %                                                     |
| Кормянский район         | 13 274      | 85,88 %     | 2050     | 13,26 %  | 7083▼       | 50,04 %▼    | 6899▲    | 48,74 %▲ | - 35,84 %                                                    |
| Лельчицкий район         | 24 493      | 88,35 %     | 2921     | 10,54 %  | 18 179▼     | 72,42 %▼    | 6603▲    | 26,31 %▲ | - 15,93 %                                                    |
| Лоевский район           | 12 488      | 87,05 %     | 1664     | 11,60 %  | 8578▼       | 71,90 %▼    | 3228▲    | 27,06 %▲ | - 15,15 %                                                    |
| Мозырский район          | 73 249      | 56,86 %     | 51 224   | 39,76 %  | 64 075▼     | 50,13 %▼    | 58 396▲  | 45,68 %▲ | - 6,73 %                                                     |
| Наровлянский район       | 8016        | 70,50 %     | 3191     | 28,06 %  | 6534▼       | 60,97 %▼    | 4027▲    | 37,58 %▲ | - 9,53 %                                                     |
| Октябрьский район        | 14 522      | 90,82 %     | 1216     | 7,61 %   | 9273▼       | 65,32 %▼    | 4592▲    | 32,34 %▲ | - 25,50 %                                                    |
| Петриковский район       | 28 367      | 83,53 %     | 4786     | 14,09 %  | 20 297▼     | 73,27 %▼    | 6294▲    | 22,72 %▲ | - 10,26 %                                                    |
| Речицкий район           | 60 221      | 57,47 %     | 42 142   | 40,22 %  | 40 135▼     | 40,61 %▼    | 56 364▲  | 57,04 %▲ | - 16,86 %                                                    |
| Рогачёвский район        | 42 768      | 70,19 %     | 15 206   | 24,96 %  | 30 595▼     | 56,47 %▼    | 22 791▲  | 42,07 %▲ | - 13,72 %                                                    |
| Светлогорский район      | 52 763      | 58,54 %     | 35 186   | 39,04 %  | 37 622▼     | 46,46 %▼    | 39 512▲  | 48,80 %▲ | - 12,08 %                                                    |
| Хойникский район         | 18 179      | 81,11 %     | 3787     | 16,90 %  | 12 710▼     | 64,80 %▼    | 6632▲    | 33,81 %▲ | - 16,31 %                                                    |
| Чечерский район          | 13 618      | 86,24 %     | 2061     | 13,05 %  | 9766▼       | 66,13 %▼    | 4860▲    | 32,91 %▲ | - 20,11 %                                                    |

Язык домашнего общения населения административно-территориальных единиц Гомельской области по данным переписей 2009 и 2019 годов: